# Horizontale Schwertpflanze
Die Horizontale Schwertpflanze (Echinodorus horizontalis) ist eine Sumpfpflanze aus der Familie der Froschlöffelgewächse (Alismataceae). 

## Beschreibung
Es handelt sich um eine mittel- bis große und kräftig wachsende, mehrjährige, krautige Pflanze, die Rhizome ausbildet. Die ei- bis herzförmigen Blätter wachsen aus einer Rosette hervor und stellen die Blattspreiten vorwiegend horizontal. Die Blattoberseite ist hellgrün. Der Blütenstand ist stets länger als die Blätter und niederliegend. An 2 bis 6 Quirlen stehen nur wenige Blüten. Am letzten oder vorletzten Quirl können sich Adventivpflanzen bilden, die der vegetativen Vermehrung dienen.

## Vorkommen
Das natürliche Verbreitungsgebiet dieser Pflanzenart reicht von Kolumbien bis ins nördliche Brasilien.

## Nutzung
Wie die meisten anderen Arten der Gattung der Schwertpflanzen zählt auch die Horizontale Schwertpflanze zu den beliebten Aquarienpflanzen. Die Horizontale Schwertpflanze gilt dabei als Pflanze für bereits erfahrene Aquarianer. Ihr Lichtbedarf ist nicht besonders ausgeprägt, sie benötigt jedoch mittlere bis hohe Temperaturen. Der Nährstoffbedarf ist sehr hoch und sollte im Bodensubstrat vorliegen. Im Aquarium gedeiht diese Art am besten bei Temperaturen zwischen 24 und 29 Grad Celsius. Sie eignet sich als Mittel- und Hintergrund- sowie als Solitärpflanze. Aquarien sollten etwa achtzig Liter Wasser fassen. 